# Rudbar-Lorestan
Rudbar-Luristan oder die Rudbar-Lorestan-Talsperre ist eine Talsperre mit einem großen Wasserkraftwerk am Fluss Rudbar, einem Zufluss des östlichen Dez, auch Bachtiari genannt, in der iranischen Provinz Luristan. Das Bauwerk befindet sich im Zāgros-Gebirge etwa 100 Kilometer von der Stadt Aligudarz entfernt. Es hat eine Walzbeton-Gewichtsstaumauer.
Das Wasserkraftwerk ist seit 31. Mai 2017 in Betrieb. Die Leistungsfähigkeit der zwei Generatoren beträgt zusammen 450 Megawatt. Es wird ein natürliches Gefälle von mehr als 300 Metern Fallhöhe genutzt.